# 211: Anna
211: Anna è un documentario italiano del 2008 realizzato da Paolo Serbandini e Giovanna Massimetti.

## Trama
Il film racconta la storia della giornalista russa Anna Politkovskaja, uccisa il 7 ottobre 2006, attraverso filmati di repertorio e la memoria del marito Aleksandr, di amici, colleghi e gente comune.

## Anteprima
Il film è stato presentato in anteprima il 18 gennaio 2009 presso il Sundance Film Festival di Park City.

## Riconoscimenti
Vincitore:
- ottobre 2009, Annecy cinéma italien - Grand Prix Documentaire[1];
- giugno 2009, Bellaria Film Festival - Premio Current TV, Menzione Speciale della Giuria e Premio "Avanti!";
- giugno 2009, Premio Ilaria Alpi - Premio Speciale della Giuria;
- dicembre 2009, Film Festival del Garda - Menzione Speciale.

Nomination:
- maggio 2009, David di Donatello - Nomination Miglior Documentario di Lungometraggio